# Anaea basilia
Anaea basilia is een vlinder uit de familie van de Nymphalidae. De wetenschappelijke naam van de soort is voor het eerst geldig gepubliceerd in 1780-1782 door Pieter Cramer.